# 英智
英智（ひでのり、本名及び旧登録名：蔵本 英智〈くらもと ひでのり〉、1976年5月9日 - ）は、岐阜県羽島市出身の元プロ野球選手（外野手）、コーチ。1999年から2012年まで中日ドラゴンズでプレーし、現役引退後の2013年から2022年まで同チームのコーチを務めた。仲間内での愛称は「クラ」。野球解説者。

## 経歴

### プロ入り前
岐阜県立岐阜商業高等学校では控え投手から中堅手のレギュラーとなる。高校卒業後は、名城大学へ進学。3番・中堅手として活躍し、投手も兼任した。1998年、愛知大学野球リーグで春・秋季ベストナイン外野手に選ばれた。愛知大学リーグ通算93試合出場、310打数88安打、打率.284、2本塁打、36打点。
トヨタ自動車から入社内定を得ていたものの、1998年のドラフト会議で中日ドラゴンズから4位指名を受け入団。

### プロ入り後
1999年は一軍出場なしに終わった。
2000年も一軍出場なしに終わる。入団当初から俊足強肩が高く評価され、山田久志監督時代（2002年 - 2003年途中）には投手と外野手の兼任案が出ていた。
2001年、一軍への初出場を果たす。
2002年から一軍での出場機会が増えていった。
2004年から登録名を「英智」に変更。同年より監督に就任した落合博満の掲げる「オレ流野球」の一つ「一芸に秀でた選手が必要」を象徴する選手として、開幕から一軍の代走及び守備固めとして活躍。6月27日の対阪神タイガース戦では、葛城育郎の放った犠飛と思われた打球を、好返球で三塁走者の桧山進次郎を刺し、勝利に貢献。守備での活躍でお立ち台に立つという珍しい経験をした。このプレーが英智を知らしめるきっかけにもなった。「実はこのとき体調が万全でなく、肩に不安がある状態だったので慎重に投げた。だからこそ良い球を投げることができた。」と本人が語っている。井上一樹との併用体制のなかで徐々に出場機会が増加。8月、アテネオリンピック出場のため福留孝介が欠場、さらに9月には死球による骨折で戦列を離れると、右翼手に定着しゴールデングラブ賞を獲得した。同賞獲得について英智は、「ゴールデングラブ賞は水戸黄門の印籠のような、自分にとっての宝物です。」と語っている。左翼手・英智、中堅手・アレックス、右翼手・福留と組んだ堅守で一躍有名となった。当時を振り返り「福留、アレックスと、3人一緒に守備位置についていて、誇らしい気持ちだった。メジャーリーガーで強肩のアレックスの、一級品のボールを隣で見ているだけで、見とれてしまうほど楽しかった。」と語っている。
2005年は走塁中の肩部強打による負傷の影響もあり、打率1割を切る打撃不振に陥った。また代走要員だった澤井道久のシーズン後半からの登録抹消に伴い、やむを得ず代走起用され守備位置の兼ね合いで途中交代させられるなど、不安定な起用法となる。8月5日の対横浜ベイスターズ戦では、1点を追う最終回、一死満塁のチャンスに三塁走者の英智は、立浪和義の浅い右飛に迷うことなく本塁に突入。ヘッドスライディングで捕手・相川亮二のタッチをかいくぐり同点のホームインをもたらし、福留の逆転満塁本塁打に繋げた。これについて自身は「右飛だったので、捕手の死角をついて少しラインの内側を走ることによって恐怖心を与え、捕手のブロックの角度が三塁方向に向くのを狙ってフェイントし、少し大回りに回ってかわしながらヘッドスライディングした。セーフの確率が上がるように考えている。」と語っている。試合後の落合は「英智はプロだ」と語り、賛辞を惜しまなかった。
2006年5月10日、対北海道日本ハムファイターズ戦における延長11回表、岡島秀樹の暴投で二塁から悠々ホームインする走塁をみせた。英智はこの走塁を「岡島が二塁走者の自分を気にする仕草をした。フォークボールなど落ちる球を投げる前、岡島はそれを悟られないためランナーを長く見る傾向にある。投球がワンバウンドになる前提で位置取りをし、ワンバウンドしたときには既に三塁へ向かって走っており、本塁まで生還した。」と回顧している。同年は124試合に出場した。
2007年は李炳圭の加入により、シーズン序盤は代打・代走・守備固めでの起用が目立った。その後、李の低迷や福留の戦線離脱、打撃好調が重なり中盤以降はスタメン起用が増加。9月26日の対読売ジャイアンツ戦で肉離れを起こし、残りのシーズンを棒に振った（落合はその後のメンバーのやりくりについて「クラ（英智の愛称）の離脱が一番痛かった」と語っている）。シーズンオフに背番号を57から24への変更が発表された。「57ではケガが多いから」という落合の提案によるもので（彦野利勝の項も参照）、新番号で心機一転を図って欲しいという願いがこめられている。ちなみに、5と7がつく2005年および2007年にけがをしている。
2008年も主に代走・守備固めとしての起用となった。交流戦に入りレギュラーだった森野将彦や李がけがで離脱しスタメンの機会もあったが、彼らの復帰後は二軍落ちも経験するなど77試合の一軍出場に留まった。
2009年は、藤井淳志や新人である野本圭らの台頭もあり、開幕二軍スタートとなる。4月21日に一軍登録され、同日の阪神タイガース戦で6番・右翼手として初出場を果たした。
2010年11月29日の契約更改では、同年の打撃成績が.220ながら、走塁や守備といった数字に現れない部分が評価され300万円増となった。ところが本人が納得せず、交渉の場で「上がる理由はなんですか?」とたずねたという。会見では「来シーズンはお立ち台に立ちたい」と決意を述べた。
2011年は若手外野手の台頭で出場機会が減少。代走・守備固めでの出場が目立ち打席に立つ機会も少なく、打率は.100と振るわなかった。8月6日の横浜ベイスターズ戦（ナゴヤドーム）にて勝ち越しスクイズを決めたことでお立ち台に上がり、前年オフの契約更改で述べた決意を達成した。
2012年も出場機会に恵まれず、同季限りでの現役引退を発表。10月5日、ナゴヤドームでのシーズン最終戦となる広島東洋カープ戦に途中出場するが、3打席凡退となった。試合後のセレモニーでは本塁から外野をめがけた遠投をみせ、球はおよそ110メートル先の右翼ポールに直撃、スタンドからのアンコールによる二投目ではライトスタンドに放り込んだ。同年のCSファイナルステージ（第6戦）では、現役最後の出場となった9回表の代走として、チームにおける2012年最後の得点となるホームを踏んだ。

### 引退後
2013年より中日二軍の外野守備・走塁コーチに就任。登録名は引き続き「英智」となる。同年12月21日にはファッションブランド「eichi」を設立、オフシーズン限定でファッションデザイナーとしても活動する。
2016年は一軍外野守備走塁コーチに転じ、攻撃時には三塁ベースコーチを担当。11月25日から台湾で開催された2016アジアウインターベースボールリーグにおいて、NPBウエスタン選抜の外野守備走塁コーチを務める。
2017年から再び二軍外野守備走塁コーチとなる。前年に続き、11月25日から台湾で開催された2017アジアウインターベースボールリーグにおいて、NPBウエスタン選抜の外野守備走塁コーチを務める。
2020年より再び一軍外野守備走塁コーチに就任。2021年秋季キャンプから育成野手コーチへ配置転換となった。
2022年10月13日、同シーズン限りでの退団が発表された。

### 退団後
2023年より野球解説者として活動している。2023年5月17日放送のJ SPORTS（CBCテレビ制作分、中日ドラゴンズ対阪神タイガース戦）にて初解説を担当。また、CBCテレビ・CBCラジオやDAZNなどでも解説として出演している。
2024年7月25日、中日OB戦「DRAGONS CLASSIC LEGEND GAME2024」に出場し、初代MVPを獲得した。

## 選手としての特徴
俊足強肩でいぶし銀の働きをみせる守備・走塁のスペシャリスト。圧倒的な強肩を誇り、幾度となく走者を刺して他球団から恐れられた。2002年12月に収録されたプロ野球オールスタースーパーバトル「遠投日本一決定戦」では遠投123メートルを記録し優勝に輝いた。一方、1年間フルで戦える体力がないことを課題とし、これが原因でレギュラー定着には至らなかった。トクサンの動画の企画では、全盛期には遠投130mとも言われた自身の現役当時としては並外れた強肩について触れられている。

## 人物
英智の兄2人も県立岐阜商業高校で野球経験があり、高校生時代は「蔵本三兄弟の三男」としてプロのスカウトに認識されていた。長兄の蔵本雅由は名城大学を経て社会人野球の一光に入り、チーム創設時から長年エースとして活躍。次兄の蔵本敬充は法政大学で野球を続け、その後はモデルに転身。英智は「野球は父親の影響で始めたが、スパルタ式の指導が嫌でずっと辞めたかった」と語っている。高校時代、強豪だった母校が甲子園に出場したあかつきには辞めるつもりだったという。しかし結果は、県予選3回戦敗退と辞める機を逸してしまった。
県立岐阜商業高等学校硬式野球部OB会名簿には、氏名が説田 英智と記載されている。
打席登場曲は、通常時がTHE HIGH-LOWSの『日曜日よりの使者』、チャンス時がRCサクセションの『雨あがりの夜空に』。これ以前はLINDBERGの『BELIEVE IN LOVE』を使用（走者のいない打席では井上陽水の『Make-up Shadow』）。
中日ドラゴンズのマスコットであるドアラと仲が良い。中日ドラゴンズ公式ブログでは、ドアラと会話するシーンの写真がしばしば掲載されている。選手では同級生の小田幸平、同期入団の小笠原孝と親交が深い。本人曰く「球場で小田の顔を見るときが一番ほっとする」。英智の引退試合では、守備に入る前のキャッチボールの相手を小田が泣きながら務めた。また最初の遠投の際、右翼ポールに直撃しグラウンド内に跳ね返ってきた球を回収に走っている。
幼少期から落合博満のファン。落合が中日の監督に就任した際は、英智がもっとも喜んだという。

## 詳細情報

### 年度別打撃成績
| 年 度      | 球 団      | 試 合 | 打 席 | 打 数 | 得 点 | 安 打 | 二 塁 打 | 三 塁 打 | 本 塁 打 | 塁 打 | 打 点 | 盗 塁 | 盗 塁 死 | 犠 打 | 犠 飛 | 四 球 | 敬 遠 | 死 球 | 三 振 | 併 殺 打 | 打 率 | 出 塁 率 | 長 打 率 | O P S |
| ---------- | ---------- | ----- | ----- | ----- | ----- | ----- | -------- | -------- | -------- | ----- | ----- | ----- | -------- | ----- | ----- | ----- | ----- | ----- | ----- | -------- | ----- | -------- | -------- | ----- |
| 2001       | 中日       | 15    | 48    | 45    | 7     | 14    | 1        | 0        | 1        | 18    | 3     | 0     | 2        | 0     | 0     | 3     | 0     | 0     | 7     | 2        | .311  | .354     | .400     | .754  |
| 2002       | 中日       | 72    | 123   | 115   | 17    | 31    | 5        | 1        | 2        | 44    | 13    | 2     | 2        | 3     | 1     | 4     | 0     | 0     | 28    | 1        | .270  | .292     | .383     | .674  |
| 2003       | 中日       | 61    | 36    | 33    | 11    | 9     | 1        | 0        | 0        | 10    | 2     | 3     | 2        | 0     | 0     | 3     | 0     | 0     | 10    | 1        | .273  | .333     | .303     | .636  |
| 2004       | 中日       | 107   | 221   | 201   | 33    | 54    | 10       | 2        | 0        | 68    | 19    | 11    | 3        | 4     | 0     | 14    | 0     | 2     | 46    | 5        | .269  | .323     | .338     | .661  |
| 2005       | 中日       | 81    | 61    | 52    | 14    | 4     | 0        | 0        | 0        | 4     | 5     | 3     | 1        | 3     | 1     | 4     | 0     | 1     | 12    | 1        | .077  | .155     | .077     | .232  |
| 2006       | 中日       | 124   | 288   | 256   | 30    | 55    | 8        | 1        | 1        | 68    | 27    | 4     | 3        | 22    | 2     | 5     | 0     | 3     | 49    | 1        | .215  | .237     | .266     | .502  |
| 2007       | 中日       | 99    | 219   | 198   | 27    | 55    | 8        | 1        | 4        | 77    | 19    | 8     | 2        | 7     | 1     | 6     | 0     | 7     | 33    | 4        | .278  | .321     | .389     | .710  |
| 2008       | 中日       | 77    | 77    | 70    | 10    | 15    | 2        | 1        | 1        | 22    | 7     | 4     | 0        | 5     | 0     | 2     | 0     | 0     | 23    | 3        | .214  | .236     | .314     | .550  |
| 2009       | 中日       | 71    | 128   | 121   | 15    | 26    | 2        | 0        | 1        | 31    | 10    | 4     | 1        | 4     | 1     | 2     | 0     | 0     | 20    | 4        | .215  | .226     | .256     | .482  |
| 2010       | 中日       | 68    | 147   | 127   | 15    | 28    | 3        | 1        | 1        | 36    | 9     | 8     | 0        | 10    | 1     | 6     | 0     | 3     | 20    | 3        | .220  | .270     | .283     | .553  |
| 2011       | 中日       | 56    | 24    | 20    | 9     | 2     | 0        | 0        | 0        | 2     | 1     | 2     | 0        | 2     | 0     | 2     | 0     | 0     | 3     | 0        | .100  | .182     | .100     | .282  |
| 2012       | 中日       | 53    | 24    | 19    | 5     | 4     | 0        | 0        | 0        | 4     | 0     | 1     | 1        | 3     | 0     | 1     | 0     | 1     | 4     | 0        | .211  | .286     | .211     | .496  |
| 通算：12年 | 通算：12年 | 884   | 1396  | 1257  | 193   | 297   | 40       | 7        | 11       | 384   | 115   | 50    | 17       | 63    | 7     | 52    | 0     | 17    | 255   | 25       | .236  | .275     | .305     | .580  |

### 年度別守備成績
| 年 度 | 球 団 | 外野  | 外野  | 外野  | 外野  | 外野  | 外野     |
| 年 度 | 球 団 | 試 合 | 刺 殺 | 補 殺 | 失 策 | 併 殺 | 守 備 率 |
| ----- | ----- | ----- | ----- | ----- | ----- | ----- | -------- |
| 2001  | 中日  | 15    | 24    | 1     | 0     | 0     | 1.000    |
| 2002  | 中日  | 64    | 63    | 3     | 1     | 1     | .985     |
| 2003  | 中日  | 23    | 16    | 0     | 1     | 0     | .941     |
| 2004  | 中日  | 102   | 124   | 6     | 0     | 2     | 1.000    |
| 2005  | 中日  | 72    | 50    | 0     | 0     | 0     | 1.000    |
| 2006  | 中日  | 120   | 154   | 3     | 1     | 1     | .994     |
| 2007  | 中日  | 86    | 102   | 6     | 1     | 1     | .991     |
| 2008  | 中日  | 69    | 39    | 1     | 1     | 1     | .976     |
| 2009  | 中日  | 71    | 82    | 0     | 1     | 0     | .988     |
| 2010  | 中日  | 64    | 75    | 0     | 0     | 0     | 1.000    |
| 2011  | 中日  | 50    | 20    | 0     | 0     | 0     | 1.000    |
| 2012  | 中日  | 46    | 16    | 0     | 0     | 0     | 1.000    |
| 通算  | 通算  | 782   | 765   | 20    | 6     | 6     | .992     |

- 太字年はゴールデングラブ賞受賞

### 表彰
- ゴールデングラブ賞：1回（2004年）
- JA全農Go・Go賞 好捕賞：4回（2004年 - 2006年、2008年）

### 記録
初記録
- 初出場：2001年9月13日、対広島東洋カープ23回戦（ナゴヤドーム）、7回裏に井上一樹の代走で出場
- 初先発出場：2001年9月20日、対広島東洋カープ26回戦（広島市民球場）、7番・中堅手で先発出場
- 初安打：2001年9月24日、対阪神タイガース26回戦（阪神甲子園球場）、2回表にグレッグ・ハンセルから中前安打
- 初打点：2001年9月29日、対阪神タイガース27回戦（ナゴヤドーム）、7回裏に伊達昌司から右翼線適時二塁打
- 初本塁打：2001年10月5日、対広島東洋カープ27回戦（広島市民球場）、9回表に黒田博樹から左中間へ2ラン
- 初盗塁：2002年6月27日、対広島東洋カープ13回戦（ナゴヤドーム）、8回裏に二盗（投手：玉木重雄、捕手：西山秀二）

### 背番号
- 57（1999年 - 2007年）
- 24（2008年 - 2012年）
- 97（2013年）
- 89（2014年 - 2022年）

### 登録名
- 蔵本 英智（くらもと ひでのり、1999年 - 2003年）[注 1]
- 英智 （ひでのり、2004年 - ）[注 1]

### 代表歴
- 2016アジアウインターベースボールリーグ：NPBウエスタン選抜：外野守備走塁コーチ[28]
- 2017アジアウインターベースボールリーグ：NPBウエスタン選抜：外野守備走塁コーチ[30]

## 関連情報

### 著書
- 『英智スタイル48』（2013年7月1日発売、ベースボール・マガジン社発行） ISBN 978-4583105758